# Hướng đạo
Hướng đạo (tiếng Anh: Scouting), hay còn được biết với tên là Phong trào Hướng đạo (tiếng Anh: Scout Movement), là một phong trào thanh thiếu niên có phạm vi toàn cầu với mục đích giúp giới trẻ trong việc phát triển tâm linh, tâm trí và sức khỏe nhằm mục đích xây dựng xã hội. Thường tên gọi "Hướng đạo" được dùng để chỉ chung tất cả nam và nữ hướng đạo sinh nhưng đôi khi cũng được dùng để chỉ riêng nam hướng đạo sinh. Trong khi đó Nữ Hướng đạo được dùng để chỉ riêng nữ hướng đạo sinh.
Hướng đạo bắt đầu vào năm 1907 khi Robert Baden-Powell, một trung tướng trong quân đội Anh, tổ chức một cuộc cắm trại Hướng đạo đầu tiên tại Đảo Brownsea ở Anh. Baden-Powell viết ra các nguyên tắc của Hướng đạo trong sách Hướng đạo cho nam (Luân Đôn, 1908), dựa vào các sách quân đội trước đây của ông, cùng với sự ảnh hưởng và trợ lực từ Frederick Russell Burnham, từ Ernest Thompson Seton là sáng lập viên phong trào Woodcraft Indians, từ William Alexander Smith là sáng lập viên Lữ đoàn Nam (Boys' Brigade) và từ nhà xuất bản của ông là Cyril Arthur Pearson. Trong nửa đầu thế kỷ XX, phong trào phát triển bao gồm ba lứa tuổi chính là Ấu, Thiếu và Tráng.
Phong trào dùng Phương pháp Hướng đạo, một chương trình giáo dục không chính thức chú ý đặc biệt vào các hoạt động thực hành ngoài trời, bao gồm cắm trại, kỹ năng sống trong rừng, trò chơi dưới nước, đi bộ đường dài, mang trang bị sau lưng và các trò chơi thể thao. Một đặc điểm của phong trào dễ được nhận ra là đồng phục Hướng đạo với khăn quàng và mũ vận động hay mũ đội đầu tương ứng. Huy hiệu đặc biệt trên đồng phục bao gồm hoa bách hợp và hình ba lá, cũng như các chuyên hiệu (bằng chuyên môn hay phù hiệu chuyên môn) và những phù hiệu đẳng cấp khác.
Năm 2007, Hướng đạo nam và nữ cộng lại có trên 38 triệu thành viên trong 216 quốc gia. Hai tổ chức Hướng đạo chính lớn nhất thế giới: một là Tổ chức Phong trào Hướng đạo Thế giới dành cho nam và các hội Hướng đạo có cả nam và nữ, hai là Hội Nữ Hướng đạo Thế giới dành cho nữ nhưng đôi khi cũng chấp nhận các hội Hướng đạo có nam và nữ. Đây cũng là năm đánh dấu một trăm năm Hướng đạo trên toàn thế giới, có nhiều tổ chức thành viên dự định các chương trình trên toàn thế giới để kỷ niệm sự kiện này.

## Lịch sử

### Khởi đầu

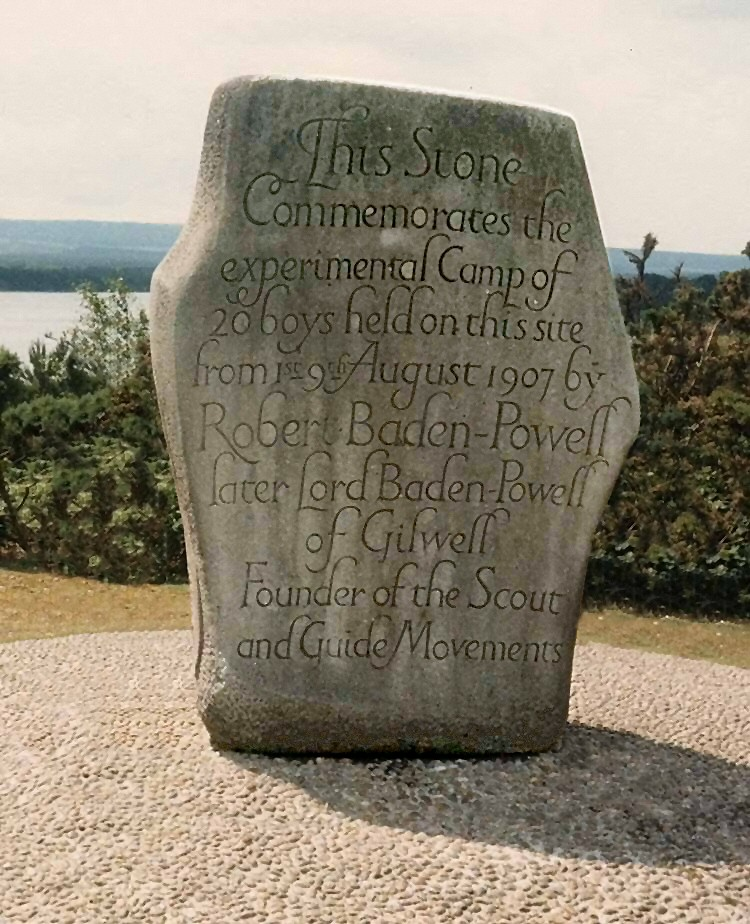
Tảng đá này trên Đảo Brownsea ghi dấu kỷ niệm trại Hướng đạo đầu tiên, tấm đá ghi rằng: Kỷ niệm Trại thử nghiệm của 20 cậu bé được tổ chức tại địa điểm này từ ngày 1 tháng 8 năm 1907 bởi Robert Baden Powell sau này là lãnh chúa Baden - Powell của Gilwell người sáng lập phong trào Hướng Đạo và hướng dẫn

Khi còn là một quân nhân, Baden-Powell đóng quân tại Ấn Độ và Phi châu trong thập niên 1880 và thập niên 1890. Từ thuở nhỏ, ông rất mê kỹ thuật thủ công về rừng và trinh sát quân đội, và vì thế ông hay chỉ cho các quân nhân của ông, như một phần huấn luyện, cách thế nào để tồn tại và mưu sinh trong hoang dã. Ông nhận thấy rằng việc này đã làm cho quân nhân của ông phát triển tính độc lập, hơn là theo lệnh các người chỉ huy một cách mù quáng.
Khi thế kỷ XIX trôi đi, kỹ thuật Hướng đạo bắt đầu được nhiều bộ phận của các lực lượng quân sự áp dụng khi mà cách chiến đấu trong chiến tranh và trong các trận đánh đã thay đổi. Trinh sát viên Mỹ, Frederick Russell Burnham đã mang kỹ thuật Hướng đạo sang Phi Châu và trong Đệ Nhị Chiến tranh Matabele ông đã giới thiệu nó cho Robert Baden-Powell, người sáng lập ra phong trào Hướng đạo. Baden-Powell trước tiên bắt đầu hình thành ý tưởng của ông cho một chương trình huấn luyện thanh niên về kỹ thuật Hướng đạo trong khi thực hiện nhiệm vụ trinh sát với Burnham tại Matobo Hills, Matabeleland (hiện tại là một phần của Zimbabwe).
Tại Nam Phi trong Đệ Nhị Chiến tranh Boer, Baden-Powell bị bao vây trong một thị trấn nhỏ tên Mafeking bởi một đạo quân Boer lớn hơn rất nhiều. Đội Thiếu sinh quân Mafeking là một nhóm thiếu niên trợ giúp quân đội bằng cách đưa tin tức để các quân nhân rảnh tay thi hành nhiệm vụ quân sự và cũng giữ cho các thiếu niên bận rộn trong lúc bị bao vây lâu ngày. Đội thiếu sinh quân làm việc rất tốt, giúp bảo vệ được thị trấn (1899–1900), và họ đã là một trong các nhân tố gợi cảm hứng cho Baden-Powell để thành lập Hướng đạo. Mỗi thành viên của đội thiếu sinh quân nhận được một huy hiệu có hình mũi kim la bàn và đầu giáo. Biểu tượng của huy hiệu này giống như hình hoa bách hợp mà sau này Hướng đạo lấy làm biểu tượng quốc tế của mình. Tại Vương quốc Liên hiệp Anh và Ireland dân chúng theo dõi cuộc giằng co của ông để giữ thị trấn Mafeking qua báo chí, và khi cuộc bao vây bị phá vỡ, Baden-Powell trở thành một anh hùng quốc gia. Chuyện này làm tăng giá bán một sách hướng dẫn nhỏ ông viết về trinh sát quân sự tên Aids to Scouting (Trợ giúp trinh sát). Khi trở về Anh, ông nhận thấy rằng có rất nhiều trẻ em tỏ ra thích thú với quyển sách này mà cũng được dùng bởi các giáo viên và các tổ chức thanh thiếu niên. Nhiều người đề nghị ông viết lại quyển sách này cho nam, đặc biệt là lúc ông đi thăm và kiểm tra Lữ đoàn Nam (Boys' Brigade). Lữ đoàn này là một phong trào thanh thiếu niên lớn, được huấn luyện theo chuẩn xác của quân đội. Baden-Powell nghĩ rằng việc này không mấy hấp dẫn và đề nghị rằng nó có thể phát triển rộng hơn nếu phương pháp trinh sát được áp dụng. Ông đã nghiên cứu các phương thức khác mà nhiều phần đó được ông dùng cho Hướng đạo.
Tháng 7 năm 1906, Ernest Thompson Seton gởi cho Baden-Powell một bản thảo sách của ông tựa là The Birchbark Roll of the Woodcraft Indians (Văn bản Võ cây Birch của Người bản xứ Mỹ thạo Kỹ năng Rừng). Seton, một người Canada sinh tại Anh nhưng sống ở Hoa Kỳ, gặp Baden-Powell vào tháng 10 năm 1906, và họ có cùng ý tưởng về chương trình huấn luyện thanh thiếu niên. Năm 1907 Baden-Powell viết một bản nháp có tên Boy Patrols mà Hướng đạo Việt Nam gọi là Hàng Đội. Cùng năm đó, để thử ý tưởng của mình, ông tập họp 21 bé trai đủ thành phần xã hội và tổ chức một cuộc cắm trại dài một tuần trong tháng 8 trên Đảo Brownsea ở Dorset, Anh. Phương pháp tổ chức của ông, bây giờ được biết với tên gọi là "patrol system" mà Hướng đạo Việt Nam gọi là "phương pháp hàng đội" và là một phần chính yếu trong đào luyện Hướng đạo, cho phép trẻ em nam tự tổ chức thành các nhóm nhỏ có một đội trưởng được bầu lên.
Tháng 8 năm 1907, Baden-Powell tiến hành một chuyến đi nói chuyện rộng khắp được nhà phát hành của ông là Arthur Pearson sắp xếp để giới thiệu cuốn sách sắp ra đời là Scouting for Boys (Hướng đạo cho nam). Ông không chỉ viết lại sách Aids to Scouting (Trợ giúp Trinh sát) mà còn bỏ đi các khía cạnh quân sự và chuyển đổi các kỹ thuật (chủ yếu là kỹ thuật tồn tại mưu sinh) sang cho các anh hùng phi quân sự: người sống hay làm việc trong rừng, các nhà thám hiểm, và sau đó là các thủy thủ và phi công. Ông còn thêm vào những nguyên tắc giáo dục có chủ kiến (phương pháp Hướng đạo) bằng việc kéo dài trò chơi hấp dẫn để giáo dục tinh thần cá nhân.
Scouting for Boys đầu tiên xuất hiện tại Anh tháng 1 năm 1908 trong sáu kỳ dạng bán nguyệt san, và được xuất bản thành sách tại Anh cuối 1908. Cuốn sách này hiện nay đứng hạng tư trong các sách bán chạy nhất của mọi thời đại và hiện nay được đông đảo mọi người xem là phiên bản đầu của Boy Scout Handbook (Sách Chỉ nam cho Hướng đạo).
Lúc đó Baden-Powell có ý định để cho kế hoạch này được các tổ chức đã được thành lập sử dụng, nhất là Lữ đoàn Nam của sáng lập viên William A. Smith. Tuy nhiên, vì ông và cả trò chơi ngoài trời đầy tính thám hiểm của ông viết quá nổi tiếng, các trẻ em nam liền họp thành các đội Hướng đạo và liên tục yêu cầu Baden-Powell giúp đỡ. Ông khuyến khích họ, và phong trào phát triển động lượng. Khi phong trào lớn mạnh, Hải Hướng đạo, Không Hướng đạo và các đơn vị đặc biệt được đưa vào chương trình.

### Phát triển

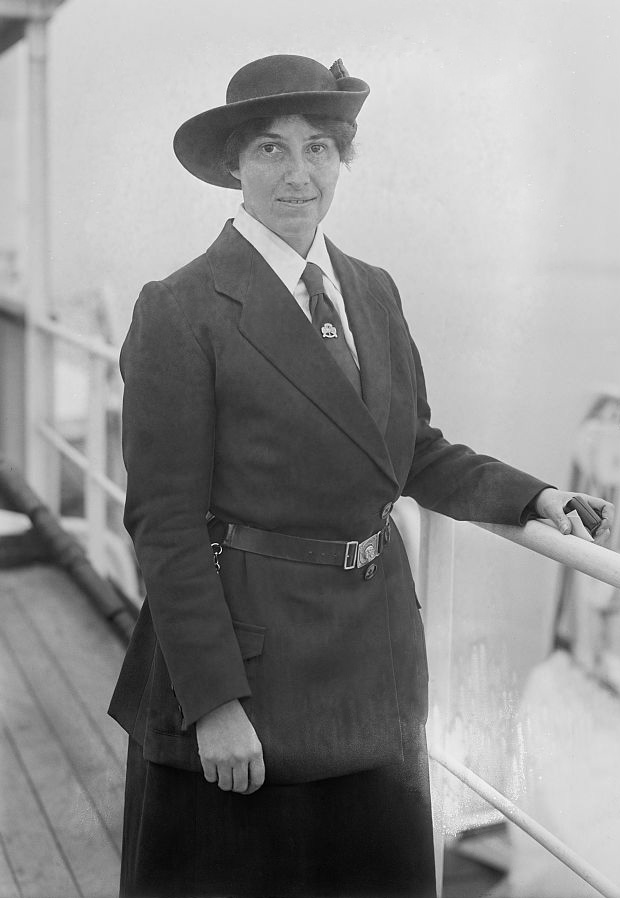
Olave Baden-Powell

Phong trào nam Hướng đạo nhanh chóng tự xây dựng xuyên khắp Đế quốc Anh ngay sau khi sách Hướng đạo cho nam được xuất bản. Đơn vị hải ngoại được công nhận đầu tiên là ở Gibraltar năm 1908, theo sau đó không bao lâu là một đơn vị tại Malta. Canada trở thành lãnh thổ tự trị đầu tiên có chương trình Hướng đạo được thừa nhận, theo sau là Úc, New Zealand và Nam Phi. Chile là nước đầu tiên bên ngoài Đế quốc Anh có chương trình Hướng đạo được thừa nhận. Khoảng năm 1910, Argentina, Đan Mạch, Phần Lan, Pháp, Đức, Hy Lạp, Ấn Độ, Malaya, México, Hòa Lan, Na Uy, Nga, Thụy Điển và Hoa Kỳ có nam Hướng đạo. Cuộc diễn hành Hướng đạo đầu tiên, được tổ chức vào năm 1910 tại Cung điện Thủy tinh ở Luân Đôn, thu hút 10.000 nam và một số lượng nữ.
Chương trình ban đầu chỉ lấy đối tượng là nam tuổi từ 11 đến 18, nhưng khi phong trào lớn mạnh, nhu cầu trở nên rõ ràng là cần có chương trình huấn luyện người lãnh đạo và các chương trình cho nam nhỏ tuổi hơn, nam lớn tuổi hơn, và nữ. Các chương trình đầu tiên dành cho Ấu sinh và Tráng sinh được thực hiện vào cuối thập niên 1910. Các chương trình hoạt động độc lập cho đến khi được chính thức công nhận bởi tổ chức Hướng đạo quốc gia quê nhà của mình. Tại Hoa Kỳ, nỗ lực xây dựng chương trình Ấu sinh bắt đầu vào đầu năm 1911, nhưng mãi đến năm 1930 mới được công nhận chính thức.
Nữ cũng mong muốn trở thành bộ phận của phong trào ngay khi phong trào mới bắt đầu. Robert Baden-Powell và em gái mình là Agnes Baden-Powell đã giới thiệu Nữ Hướng đạo vào năm 1910, một phong trào song song dành cho nữ. Agnes Baden-Powell trở thành chủ tịch đầu tiên của Nữ Hướng đạo khi mới được thành lập vào năm 1910, theo yêu cầu của các bé gái tham gia cuộc "Diễn hành Cung điện Thủy tinh". Năm 1914, bà khởi động "Nữ Ấu sinh" cho các em gái nhỏ tuổi hơn. Bà rời chức vụ chủ tịch Nữ Hướng đạo năm 1920 nhường lại cho vợ của Robert Baden-Powell là Olave Baden-Powell, được phong chức Nữ Trưởng Hướng đạo (cho Anh) năm 1918 và Nữ Trưởng Hướng đạo Thế giới vào năm 1930. Vào lúc đó, người ta luôn muốn các bé gái sinh hoạt riêng với các bé trai vì đó là tiêu chuẩn xã hội lúc bấy giờ. Vào thập niên 1990, hai phần ba tổ chức Hướng đạo thuộc Tổ chức Phong trào Hướng đạo Thế giới (World Organization of the Scout Movement) trở thành đồng giáo dục (co-educational).

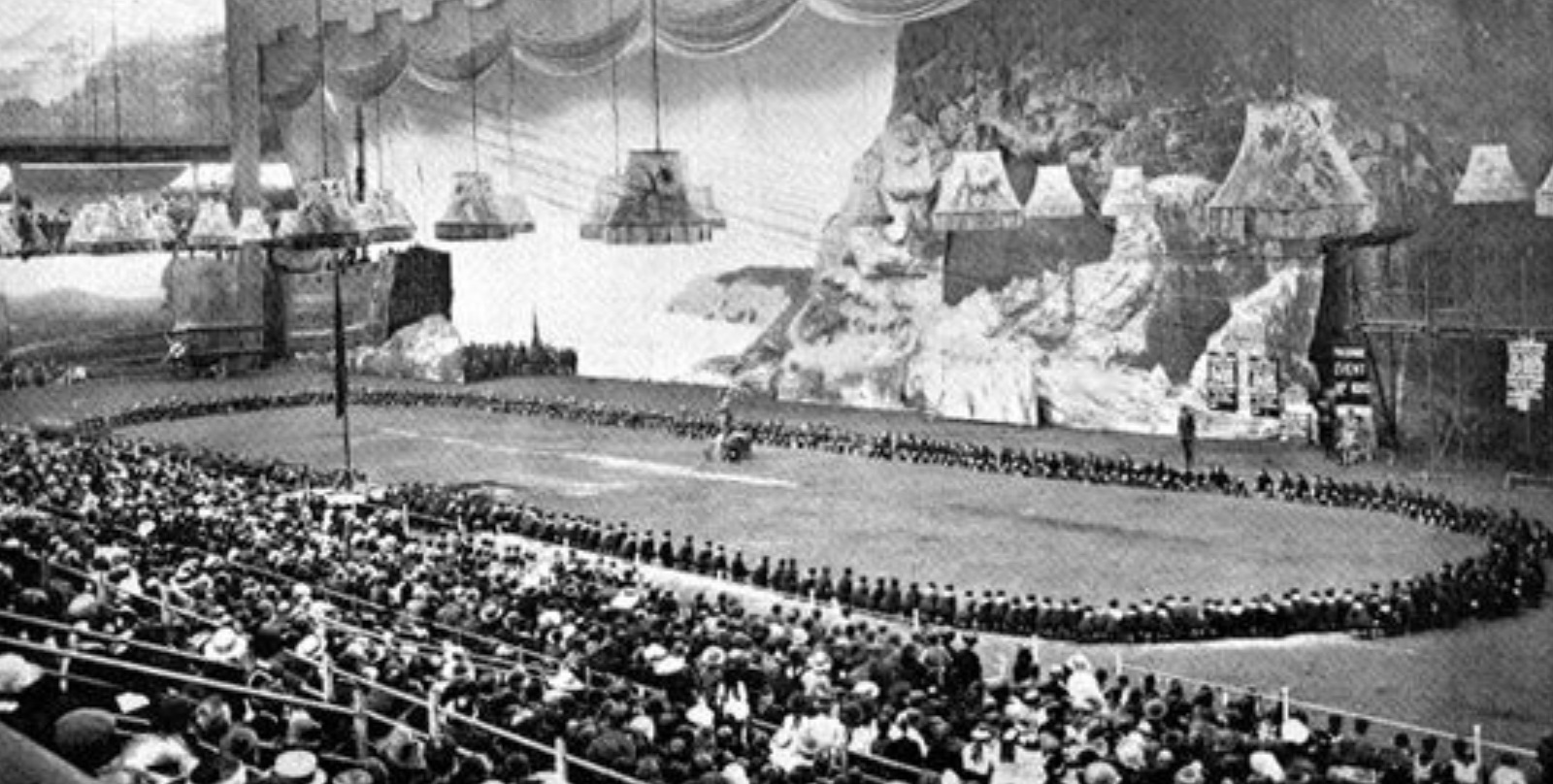
Trại Họp bạn Hướng đạo Thế giới lần thứ nhất tháng 8 năm 1920 tại Luân Đôn, Anh.

Baden-Powell không thể nào một mình đảm nhiệm vai trò cố vấn cho toàn thể các nhóm yêu cầu ông giúp đỡ. Các trại huấn luyện huynh trưởng Hướng đạo đầu tiên được tổ chức tại Luân Đôn năm 1910 và tại Yorkshire năm 1911. Baden-Powell muốn công việc huấn luyện phải thực tế như có thể làm được để khuyến khích những người lớn khác đảm nhận vai trò lãnh đạo, vì thế khóa huấn luyện Bằng Rừng (Wood Badge) được phát triển để công nhận việc thụ huấn lãnh đạo cho người lớn. Sự phát triển huấn luyện bị trì hoãn vì Chiến tranh thế giới thứ nhất, vì vậy khóa huấn luyện Bằng Rừng đầu tiên không thể thực hiện được cho đến năm 1919. Bằng Rừng được dùng bởi các hội Hướng đạo nam và các hội Hướng đạo đồng giáo dục (môi trường giáo dục có nam và nữ) tại nhiều quốc gia. Công viên Gilwell gần Luân Đôn được mua vào năm 1919 trên danh nghĩa Hội Hướng đạo và dùng làm nơi huấn luyện người lớn và cũng là nơi cắm trại Hướng đạo. Baden-Powell viết một cuốn sách có tên là Hướng dẫn vào nghề trưởng Hướng đạo để giúp huynh trưởng Hướng đạo, và viết những sách chỉ nam khác để sử dụng trong các khía cạnh mới lạ khác của Hướng đạo như Ấu nam và Ấu nữ. Một trong những khía cạnh mới lạ đó là Rovering to Success (Đường thành công) được viết cho Hướng đạo ngành Tráng (Rover Scout) năm 1922. Có một phạm vi rất rộng lớn về việc huấn luyện huynh trưởng Hướng đạo hiện hữu trong năm 2007, từ căn bản đến chi tiết, bao gồm huấn luyện Bằng Rừng.

### Những ảnh hưởng

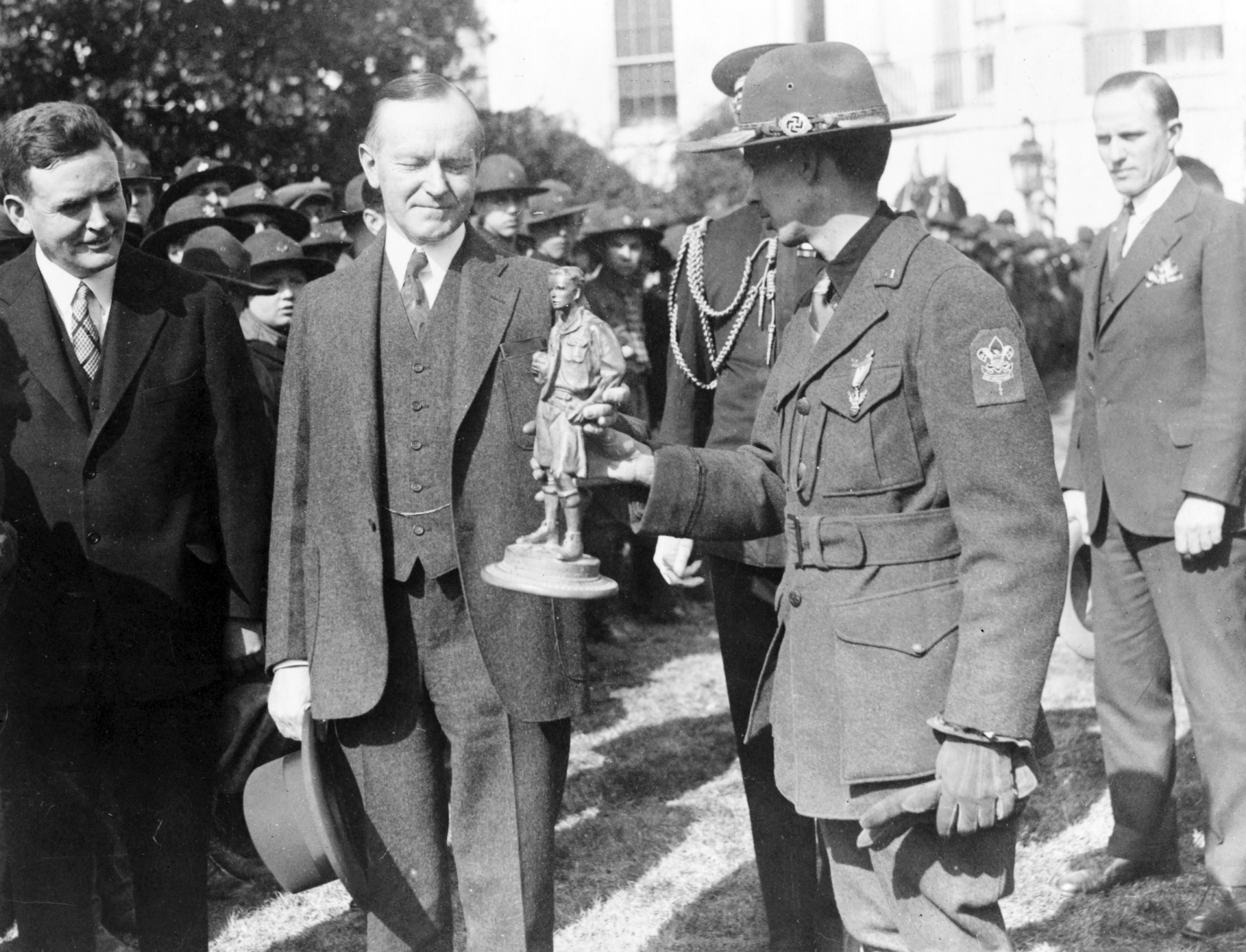
Tổng thống Hoa Kỳ Calvin Coolidge chào đón 1500 nam Hướng đạo sinh hành hương hàng năm về Tòa nhà Quốc hội năm 1927

Các nhân tố quan trọng trong Hướng đạo truyền thống có nguồn gốc từ sự huấn luyện quân sự và giáo dục của chính Baden-Powell. Ông là một tướng quân hồi hưu 50 tuổi của quân đội khi ông thành lập Hướng đạo, và những ý nghĩ cách mạng của ông đã gây tác động đến hàng ngàn thanh thiếu niên trong mọi tầng lớp xã hội dấn thân vào các hoạt động mà đa số chưa từng nghĩ đến trước đây. Các tổ chức tương ứng trong Thế giới nói tiếng Anh (English-speaking world) là Lữ đoàn Nam và cánh tả (left-wing), Hội Woodcraft Folk phi quân sự; tuy nhiên, các tổ chức đó không thể nào sánh với sự phát triển và vươn tới của Hướng đạo.
Các khía cạnh thực tiễn của Hướng đạo từ lâu bị chỉ trích là quá quân sự. Đồng phục kiểu quân đội, phù hiệu cấp bậc, lễ chào cờ và đội kèn trống được rộng rãi chấp nhận vào những năm đầu bởi vì đó là một phần bình thường của xã hội, nhưng sau đó bị bãi bỏ cả trong Hướng đạo và xã hội.
Ảnh hưởng của địa phương cũng là một phần đáng kể của Hướng đạo. Bằng việc nhận lấy và sửa đổi cho phù hợp những ý tưởng địa phương, Hướng đạo đã có thể tìm được sự chấp nhận trong nhiều nền văn hóa đa dạng rộng lớn. Tại Mỹ, Hướng đạo dùng những hình ảnh được vẽ từ những kinh nghiệm thời khai phá biên cương. Nó bao gồm không chỉ các bộ sưu tập huy hiệu của mình có hình thú vật cho Ấu sinh Hướng đạo mà còn có sự nhận định cơ bản rằng chính người bản xứ châu Mỹ (American Indian) là gần gũi với thiên nhiên hơn và vì thế có những kỹ xảo tồn tại trong hoang dã đặc biệt mà cần được dùng trong chương trình huấn luyện. Đối lại, Hướng đạo tại Anh sử dụng các hình vẽ từ bán lục địa Ấn Độ, vì vùng đó là tiêu điểm nổi bật trong những năm đầu của Hướng đạo. Kinh nghiệm cá nhân của Baden-Powell tại Ấn Độ đã dẫn dắt ông tiếp nhận The Jungle Book (Hướng đạo Việt Nam dùng sách này với tên gọi là Sách Rừng Xanh) của Rudyard Kipling như tài liệu chính cho Ấu sinh Hướng đạo; thí dụ, tên được sử dụng cho huynh trưởng ngành Ấu là Akela, chính là tên của người lãnh đạo bầy sói trong The Jungle Book.

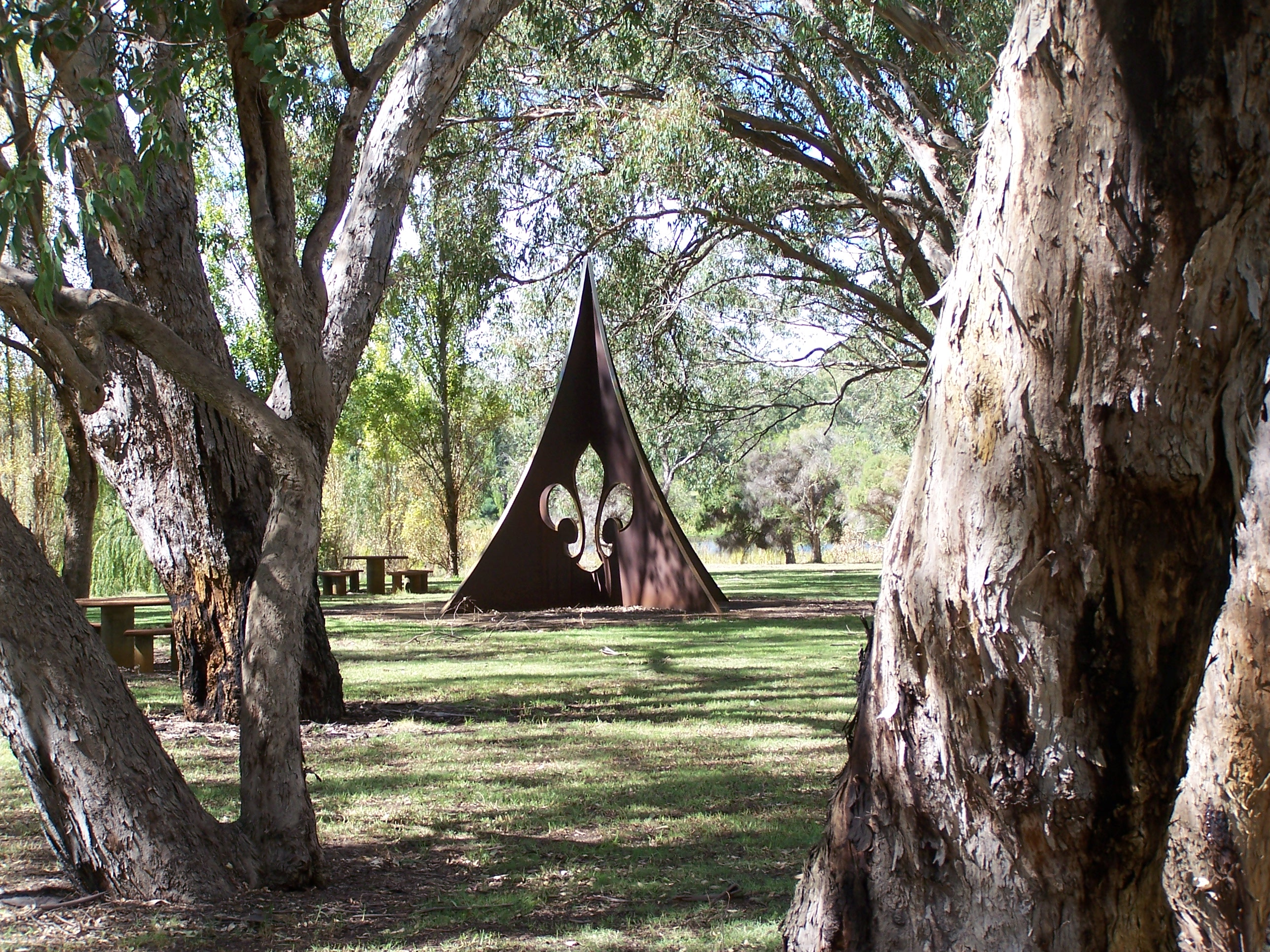
Tượng điêu khắc dựng lên vào năm 1982 để kỷ niệm Trại Họp bạn năm 1979 tại Perry Lakes ở Tây Úc và 75 năm Hướng đạo

Hướng đạo dường như cũng lấy cảm hứng từ vai trò rất ư là lãng mạn và quan trọng mà các trinh sát quân sự thực hiện để quan sát tình hình quân địch trong thời chiến. Thực vậy, Baden-Powell viết sách huấn luyện quân sự ban đầu là Aids To Scouting (trợ giúp trinh sát) bởi vì ông nhận thấy nhu cầu cần huấn luyện cải thiện thêm cho các trinh sát quân đội Anh, đặc biệt trong kỹ năng sáng kiến, tự chủ và quan sát. Tính phổ biến của cuốn sách trong các nam thiếu niên đã làm ông ngạc nhiên. Khi ông lấy sách này để dùng cho Scouting for Boys (Hướng đạo cho nam), dường như tự nhiên phong trào liền lấy tên Scouting (Hướng đạo) và Boy Scouts (nam Hướng đạo).
"Bổn phận đối với Thượng đế" (Duty to God) là nguyên tắc của Hướng đạo, mặc dù nó được sử dụng rất khác nhau tại nhiều quốc gia khác nhau. Hội Nam Hướng đạo Mỹ (Boy Scouts of America - BSA) giữ một quan điểm rất cương quyết, không chấp nhận chủ nghĩa vô thần (atheism). Hội Hướng đạo tại Anh đòi hỏi các huynh trưởng "thi hành chính sách tôn giáo của hội đề ra" mà theo hội là khuyến khích thành viên phải "thuộc một bộ phận tôn giáo nào đó". Hướng đạo Canada (Scouts Canada) định nghĩa bổn phận đối với Thượng đế rộng rãi hơn với cụm từ "gắn chặt vào các nguyên tắc tâm linh" và không có chính sách cấm các người theo chủ nghĩa vô thần.

## Các đặc điểm của phong trào
Hướng đạo được dạy bằng phương pháp Hướng đạo mà bao gồm một hệ thống giáo dục không chính thức thiên về các hoạt động thực tiễn ngoài trời. Có các chương trình dành cho các Hướng đạo sinh từ khoảng tuổi 6 đến 25 (mặc dù giới hạn về tuổi có khác nhau trong từng quốc gia), và các chi tiết của chương trình nhắm mục tiêu vào Hướng đạo sinh cũng dựa vào sự thích hợp cho từng lứa tuổi. Chính việc sử dụng phương pháp Hướng đạo đã làm cho các Hướng đạo sinh khắng khít với nhau trên toàn thế giới.

### Phương pháp Hướng đạo

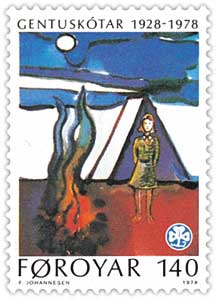
Tem kỷ niệm 50 năm Nữ Hướng đạo Quần đảo Faroe 1928-1978

Phương pháp Hướng đạo là phương pháp chính yếu mà các tổ chức Hướng đạo, nam và nữ, dùng để điều khiển các đơn vị của họ. Tổ chức Phong trào Hướng đạo Thế giới diễn tả Hướng đạo như "...một phong trào giáo dục phi chính trị cho thanh thiếu niên, mở rộng cho tất cả và không phân biệt nguồn gốc, chủng tộc, tín ngưỡng miễn sao phù hợp với mục đích, các nguyên tắc và phương pháp được ấp ủ bởi người sáng lập ra phong trào...". Đấy chính là mục tiêu của Hướng đạo "để góp phần phát triển thanh thiếu niên có được thân thể cường tráng, đạt được tiềm năng về trí tuệ, về xã hội và về tâm linh cho chính bản thân cũng như trở thành các công dân có trách nhiệm, trở thành các thành viên của cộng đồng địa phương, của quốc gia và của quốc tế".
Các nguyên tắc Hướng đạo diễn giải một luật cư xử cho tất cả thành viên, mô tả về phong trào. Phương pháp Hướng đạo là một hệ thống cấp tiến được tạo ra để đạt được các mục tiêu này, bao gồm bốn yếu tố:
- Lời hứa Hướng đạo (Lời thề Hướng đạo) và Luật Hướng đạo
- Học tập bằng phương pháp thực hành
- Phát triển các nhóm nhỏ
- Các chương trình hoạt động khác nhau vừa cấp tiến và vừa hấp dẫn

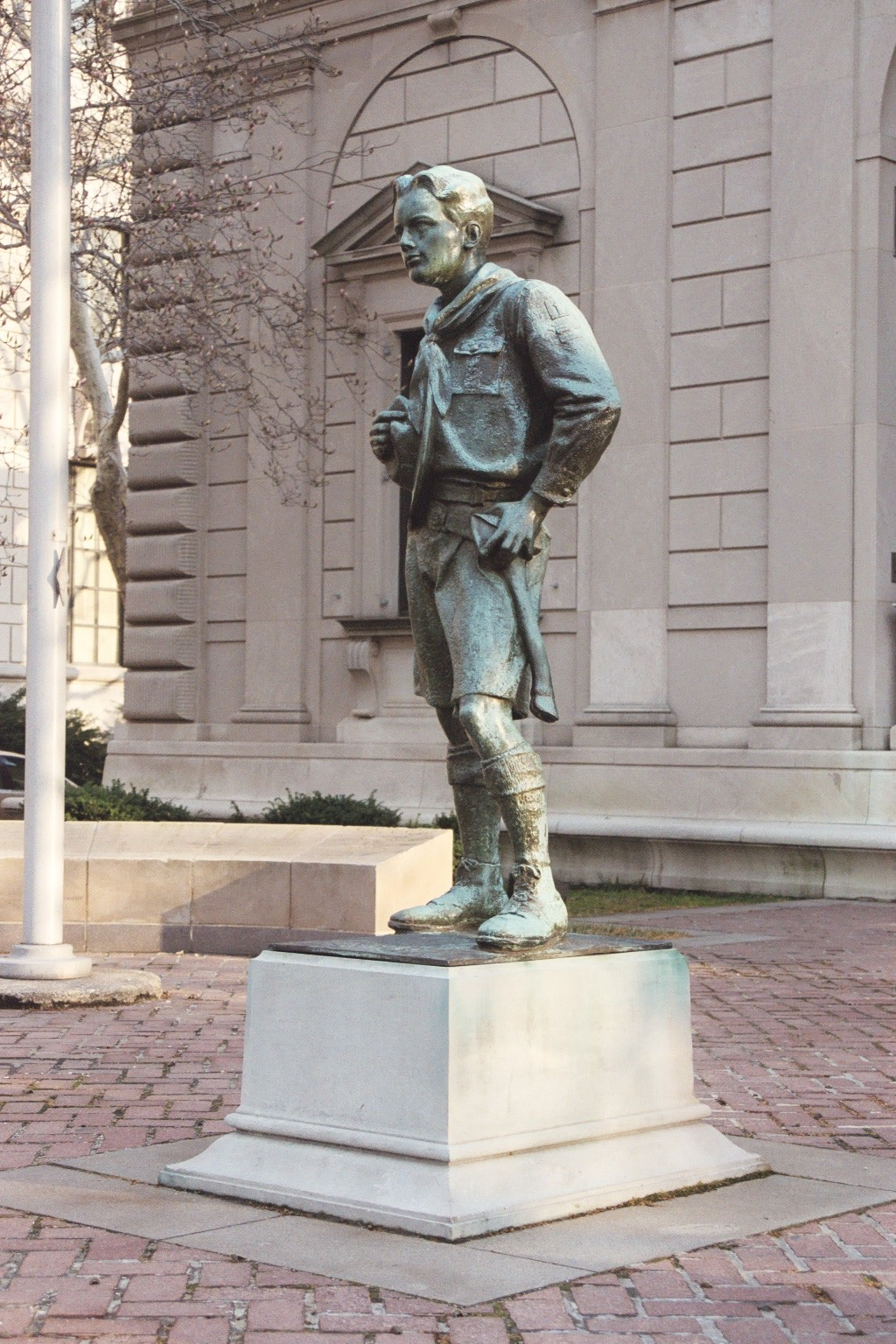
Tượng Hướng đạo sinh lý tưởng của R. Tait McKenzie, bên ngoài tổng hành dinh của Châu Cradle of Liberty (Chiếc nôi Tự do) tại Philadelphia, Pennsylvania

Lời thề và Luật Hướng đạo biểu hiện những giá trị chung của phong trào Hướng đạo khắp thế giới, và làm các hội Hướng đạo khắng khít với nhau. Tầm quan trọng của "học tập bằng phương pháp thực hành" là cung cấp các kinh nghiệm và sự định hướng sẵn có như một phương pháp thực tế để học tập và xây dựng sự tự tin. Các nhóm nhỏ xây dựng sự đoàn kết, tình bạn thân thiết, và một bầu không khí hữu nghị gắn bó. Những kinh nghiệm này, cùng với sự nhấn mạnh về tính chất đáng tin cậy và danh dự cá nhân giúp phát triển tinh thần trách nhiệm, đức tính, sự tự tin, tự chủ và sự sẵn sàng, những giá trị này sau cùng sẽ giúp ích trong việc hợp tác và làm lãnh đạo. Một chương trình với nhiều hoạt động hấp dẫn và cấp tiến sẽ mở rộng chân trời cho Hướng đạo sinh và làm Hướng đạo sinh thêm gắn bó với nhóm của mình. Các hoạt động và các trò chơi là một cách thức thú vị để phát triển các kỹ năng, thí vụ như sự tháo vát lanh lợi của đôi bàn tay. Một khung cảnh ngoài trời sẽ cho Hướng đạo sinh tiếp xúc gần gũi với môi trường thiên nhiên.
Từ khi Hướng đạo được khai sinh vào năm 1907, Hướng đạo sinh khắp thế giới đã làm lễ tuyên hứa hoặc tuyên thệ sống theo các lý tưởng của phong trào và tuân theo Luật Hướng đạo. Hình thức của lời hứa và các điều luật có thay đổi ít nhiều theo từng quốc gia và thời gian, nhưng phải đạt các yêu cầu của Tổ chức Phong trào Hướng đạo Thế giới để một hội Hướng đạo quốc gia đủ tiêu chuẩn làm thành viên của phong trào.
Châm ngôn Hướng đạo, "Sắp Sẵn" (Be Prepared), đã được dùng bằng nhiều thứ tiếng bởi hàng triệu Hướng đạo sinh từ năm 1907. Ít được biết đến hơn là Khẩu hiệu Hướng đạo, "Mỗi ngày làm một việc thiện".

### Hoạt động

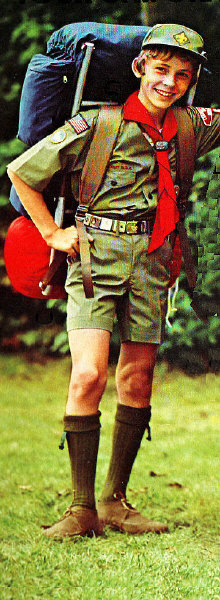
Một nam Hướng đạo sinh Mỹ

Những cách thông thường để thực hiện phương pháp Hướng đạo gồm có: thứ nhất là để cho Hướng đạo sinh trải qua thời gian với nhau trong các nhóm nhỏ, cùng với các kinh nghiệm chia sẻ, các nghi thức và các hoạt động, và thứ hai là nhấn mạnh đức tính công dân tốt và sự tự tạo ra quyết định bởi thanh thiếu niên trong cách sao cho hợp lý với lứa tuổi. Gieo trồng tình yêu và sự hiểu rõ giá trị cuộc sống ngoài trời và các hoạt động ngoài trời là một yếu tố chính. Các hoạt động sơ khởi bao gồm cắm trại, kỹ thuật thủ công rừng, trò chơi dưới nước, du hành, mang trang bị sau lưng và các trò thể thao.

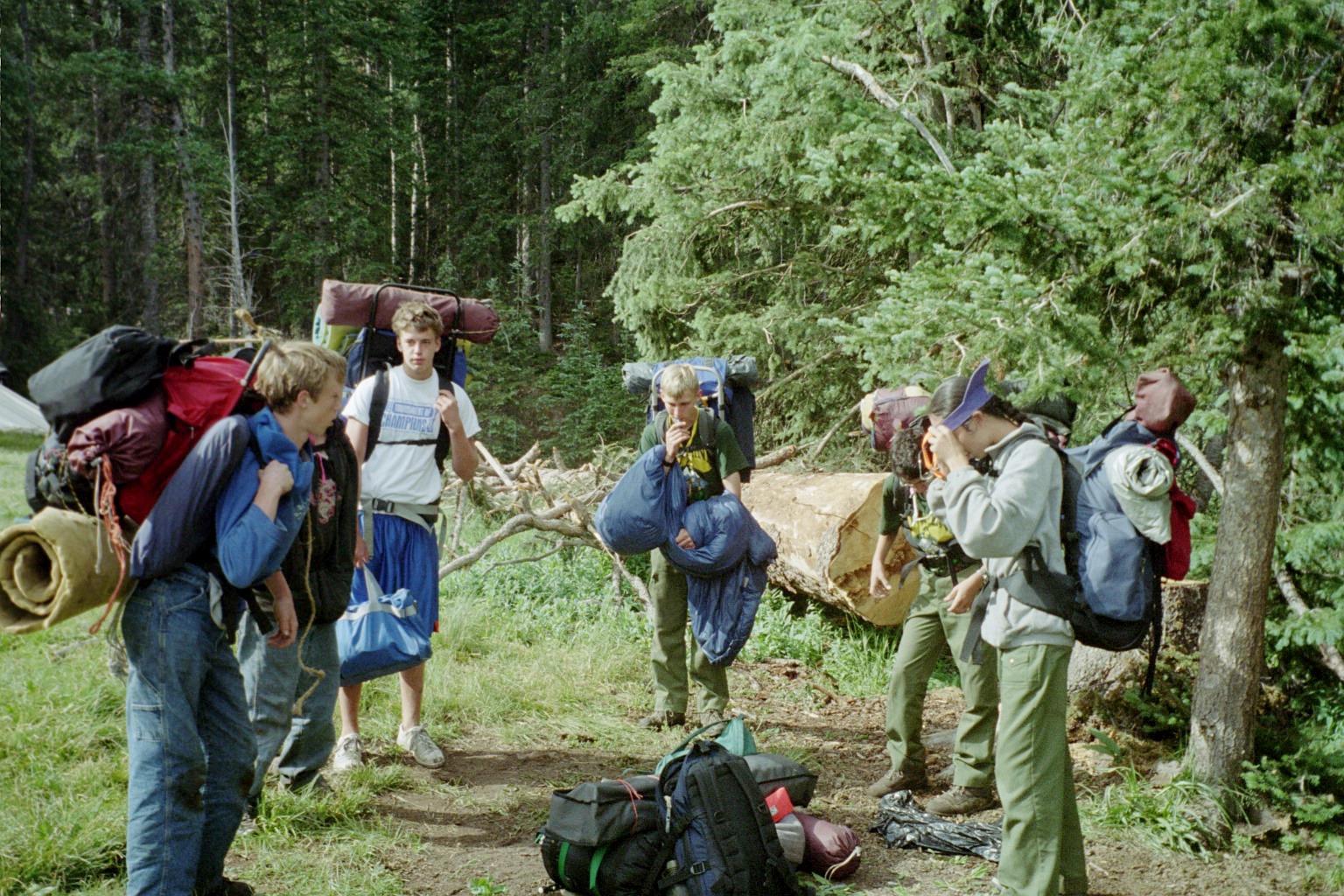
Kha sinh Hướng đạo Mỹ chuẩn bị hành trang đi bộ đường dài

Cắm trại thường thì được sắp xếp ở cấp đơn vị, thí dụ như một đoàn hay liên đoàn Hướng đạo, nhưng cũng có các cuộc cắm trại định kỳ và các trại họp bạn (jamboree). Cắm trại được tổ chức vài lần trong một năm và có thể có vài nhóm trong địa phương hay vùng cùng cắm trại chung với nhau trong cả thời gian cuối tuần. Những kỳ trại này thường thường có một đề tài, thí dụ như thám du. Trại Họp bạn Tráng sinh Hướng đạo Thế giới (World Scout Moot) khởi đầu là một cuộc tụ họp dành cho các Tráng sinh nhưng chính yếu tập trung vào huynh trưởng Hướng đạo. Các Trại Họp bạn là các sự kiện quốc tế hoặc sự kiện quốc gia lớn được tổ chức bốn năm một lần, trong thời gian đó hàng ngàn Hướng đạo sinh cắm trại cùng với nhau trong khoảng thời gian từ một đến hai tuần. Các hoạt động sẽ bao gồm các trò chơi, thi đua tài thủ công và kỹ thuật Hướng đạo, trao đổi huy hiệu, băng hiệu, nút hiệu, các trò chơi dưới nước, điêu khắc gỗ, bắn cung, bắn súng trường và súng ngắn và các hoạt động liên quan đến đề tài của sự kiện.

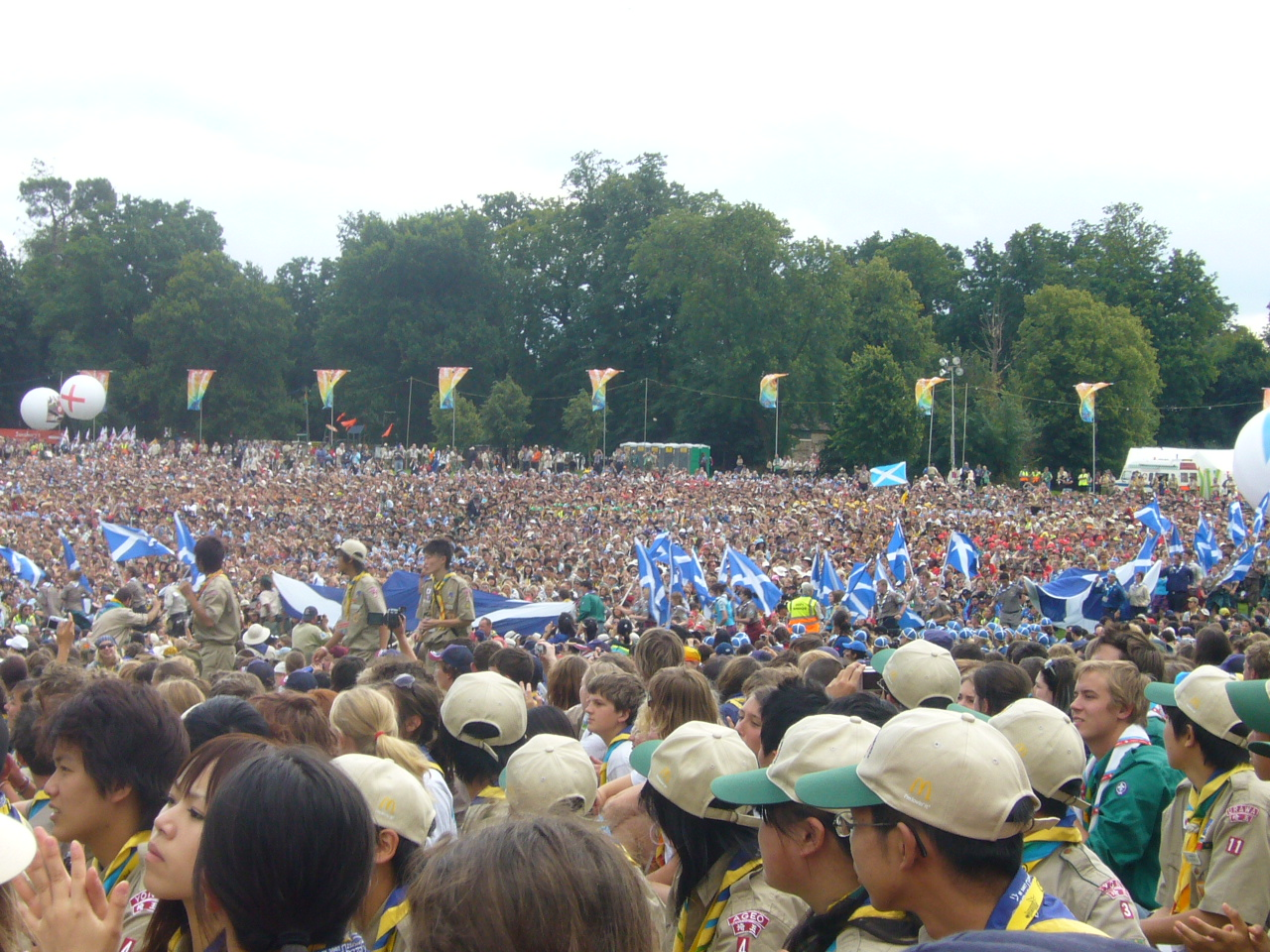
Lễ khai mạc Trại Họp bạn Hướng đạo Thế giới lần thứ 21 năm 2007 với sự tham gia của gần 40 ngàn hướng đạo sinh, tại Essex, Anh

Tại một vài quốc gia, điểm nổi bật trong năm cho các Hướng đạo sinh là trải qua ít nhất một tuần trong mùa hè để tham dự một hoạt động ngoài trời. Có thể là một cuộc cắm trại, đi bộ đường dài, đi thuyền buồn, hoặc các chuyến đi chơi khác cùng với đơn vị, hay là một kỳ trại hè với sự tham gia của đông đảo Hướng đạo sinh hơn (ở cấp bậc tỉnh, tiểu bang hay "châu"). Các Hướng đạo sinh dự một trại hè làm việc để kiếm các huy hiệu ghi công, sự thăng tiến, và các kỹ năng về kỹ thuật Hướng đạo hoàn chỉnh. Các trại hè có thể hoạt động các chương trình đặc biệt cho Hướng đạo sinh lớn tuổi hơn, như là đi thuyền buồm, mang vác sau lưng, chèo thuyền và đi thuyền vượt suối, thám hiểm hang động và câu cá.

### Đồng phục và huy hiệu đặc biệt
Các phù hiệu khác và phù hiệu của mỗi quốc gia có thể tìm thấy trong các bài nói về Hướng đạo của quốc gia đó.
Đồng phục Hướng đạo là đặc điểm dễ nhận ra của Hướng đạo. Theo lời của Baden-Powell ở Trại Họp bạn Hướng đạo Thế giới năm 1937, nó "giấu đi các khác biệt về địa vị xã hội trong một quốc gia và cổ vũ cho công bằng; nhưng quan trọng hơn hết là nó bao phủ hết các dị biệt về quốc gia, chủng tộc và tín ngưỡng và làm cho mọi người cảm thấy rằng họ là thành viên của nhau trong một tình huynh đệ vĩ đại". Đồng phục ban đầu, vẫn còn được công nhận, gồm có một áo sơ mi khaki cài khuy đến cổ, quần đùi và mũ rộng vành. Baden-Powell cũng đã mặc quần đùi vì ông tin rằng mặc quần áo như Hướng đạo giúp giảm khoảng cách tuổi tác giữa người lớn và giới trẻ. Đồng phục ngày nay thường thì màu xanh nước biển, màu cam, đỏ và xanh lá cây, và quần đùi được thay thế bằng quần tây dài trong mùa đông, và những vùng mà nền văn hóa kêu gọi theo thuần phong mỹ tục.

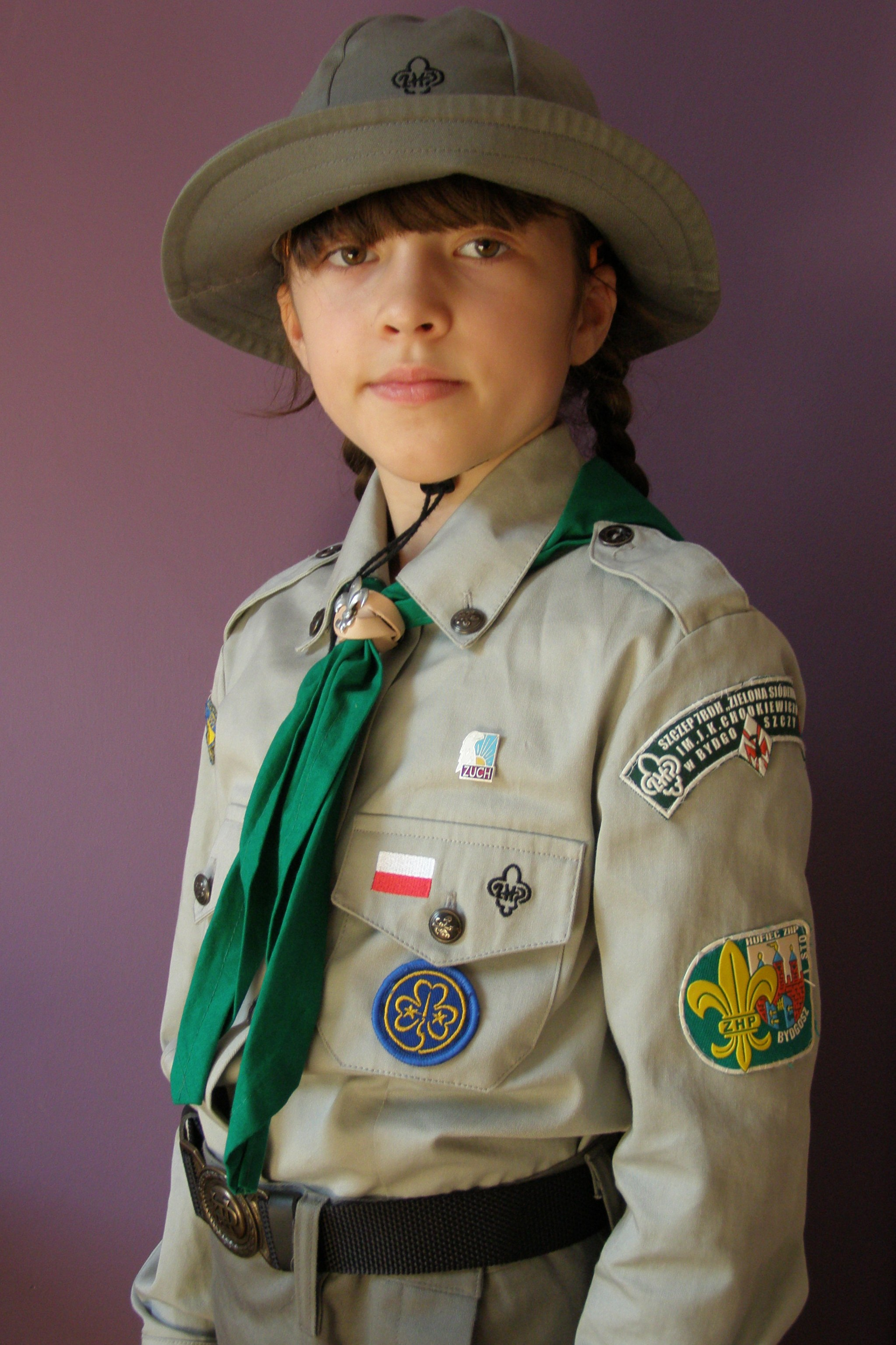
Một nữ ấu sinh tại Ba Lan

Các phù hiệu đặc biệt dành cho tất cả là đồng phục Hướng đạo, được công nhận và được mang khắp thế giới gồm có Huy hiệu Rừng (Wood Badge) và Phù hiệu Thành viên Thế giới (World Membership Badge). Hướng đạo có hai biểu tượng được thế giới biết đến là: hoa bách hợp được dùng bởi Tổ chức Phong trào Hướng đạo Thế giới, và hình ba lá bởi Hội Nữ Hướng đạo Thế giới (World Association of Girl Guides and Girl Scouts - WAGGGS). (Mặc dù đây là hai hội Hướng đạo nam và nữ lớn nhất trên thế giới nhưng không phải tất cả các Hướng đạo sinh hay hội Hướng đạo đều thuộc hai hội này.)
Chữ Vạn (swastika) được dùng như một biểu tượng ban đầu của Hội Nam Hướng đạo Anh và các hội khác. Theo "Johnny" Walker, việc sử dụng nó lần đầu tiên trong Hướng đạo là như Phù hiệu cảm ơn được giới thiệu vào năm 1911. Kiểu mẫu năm 1922 của Baden-Powell cho Huy chương Công trạng (Medal of Merit) có thêm một chữ Vạn vào hoa bách hợp của Hướng đạo để biểu hiện sự may mắn cho người được khen thưởng. Giống như Rudyard Kipling, ông chợt tìm ra biểu tượng này tại Ấn Độ. Năm 1934, các huynh trưởng Hướng đạo yêu cầu một sự thay đổi cho kiểu mẫu này vì chữ Vạn được dùng sau đó bởi Đảng Đức Quốc xã. Huy chương công trạng mới của Anh được phát hành năm 1935.

## Nhóm tuổi và các ngành
Các phong trào Nam Hướng đạo và Nữ Hướng đạo thường thường được chia ra thành các ngành theo lứa tuổi hoặc theo thứ lớp ở trường học để dễ dàng cho các hoạt động được sắp xếp đúng theo sự trưởng thành của các thành viên trong nhóm. Sự phân chia theo lứa tuổi này thay đổi theo thời gian khi nó áp dụng vào môi trường và văn hóa địa phương.
Ban đầu Hướng đạo được phát triển dành cho tuổi thanh thiếu niên từ 11 đến 17 tuổi. Tại đa số các tổ chức thành viên, nhóm tuổi này là ngành Thiếu sinh Hướng đạo (Boy Scout) hoặc Nữ Thiếu sinh Hướng đạo (Girl Guide và Girl Scout). Các chương trình được phát triển để hội đủ nhu cầu của các trẻ em nhỏ tuổi hơn (thông thường là từ 6 đến 10 tuổi) và thanh niên (lúc đầu là 18 tuổi và lớn hơn, và sau đó lên đến 25 tuổi). Thiếu sinh Hướng đạo và Nữ Thiếu sinh Hướng đạo sau đó được chia thành hai ngành là "junior" (ngành thiếu nhỏ tuổi) và "senior" (ngành thiếu lớn tuổi) trong nhiều tổ chức thành viên, và có một số tổ chức bỏ hẳn ngành dành cho thanh niên. Lứa tuổi chính xác cho các chương trình thì đa dạng theo từng quốc gia và từng hội.

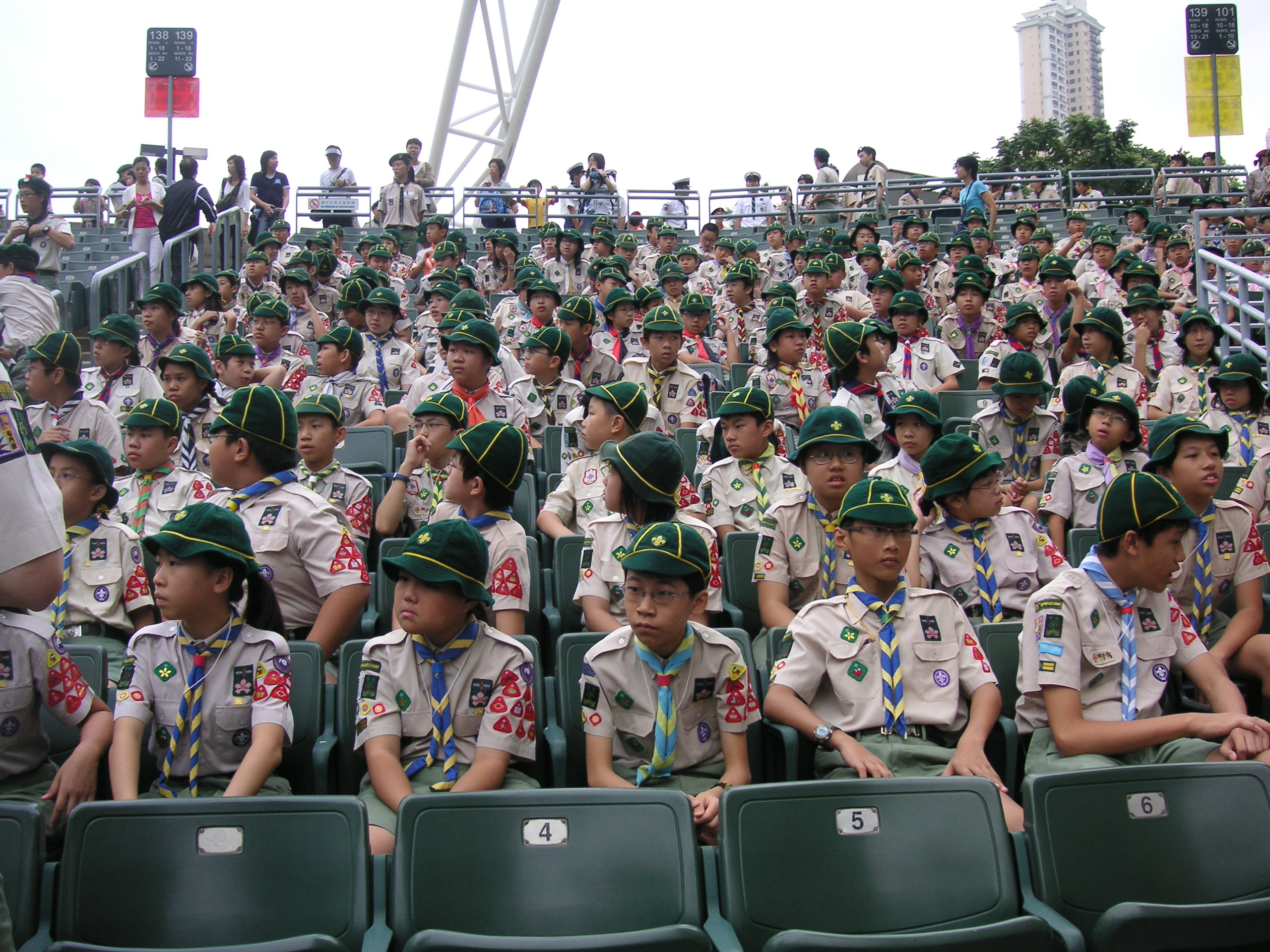
Ấu sinh tại Hồng Kông

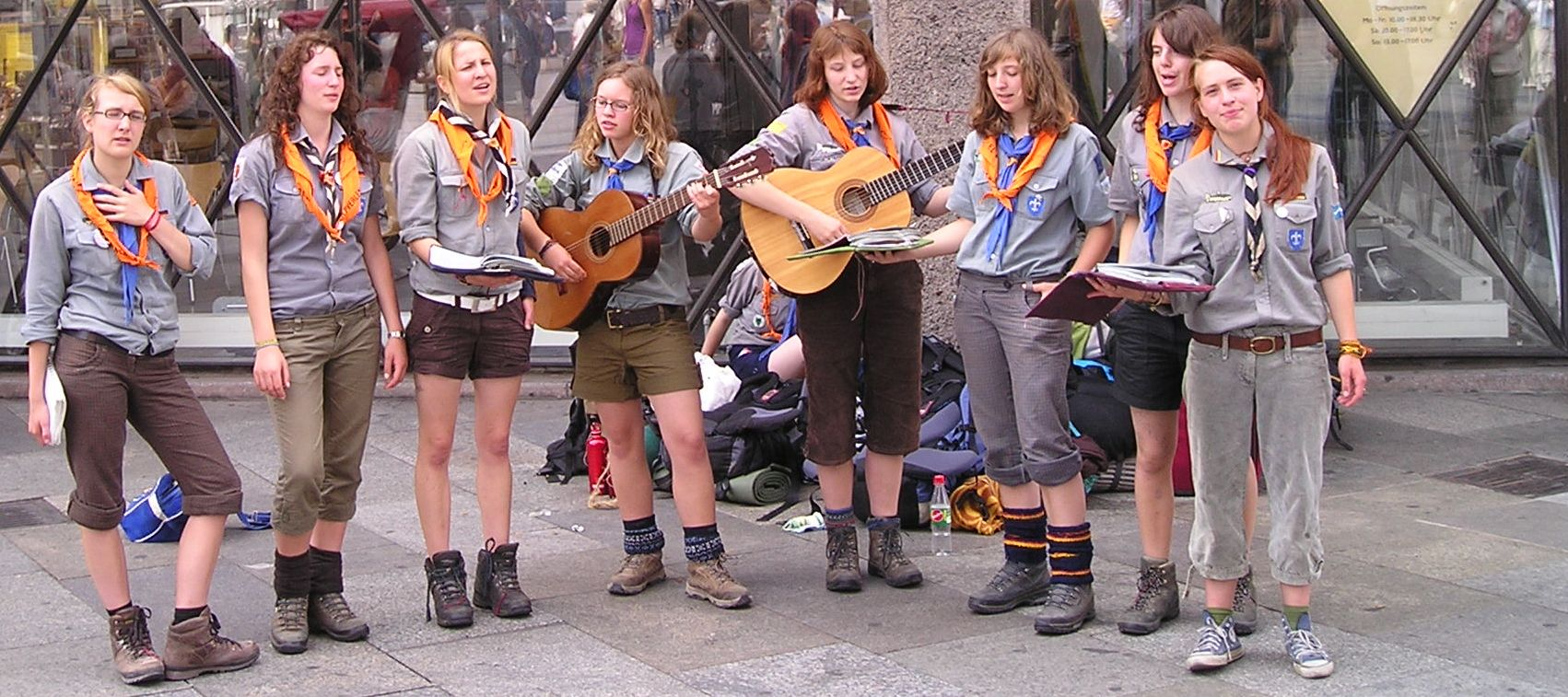
Nữ hướng đạo sinh Đức hát trên đường phố năm 2007

| Lứa tuổi   | Scouting Nam Hướng đạo | Guiding Nữ Hướng đạo           |
| ---------- | ---------------------- | ------------------------------ |
| 7 đến 10   | Cub Scout Ấu sinh      | Brownie Guide Nữ Ấu sinh       |
| 11 đến 17  | Boy Scout Thiếu sinh   | Girl Guide/Scout Nữ Thiếu sinh |
| 18 và trên | Rover Scout Tráng sinh | Ranger Guide Nữ Tráng sinh     |

Nhóm tuổi ban đầu được Baden-Powell phát triển
Tại nhiều quốc gia, Hướng đạo được tổ chức thành các Liên đoàn Hướng đạo trong vùng gia cư (neighborhood Scout groups), hay Đạo Hướng đạo (Districts) gồm có một hoặc nhiều ngành. Dưới quyền lãnh đạo của Đạo Hướng đạo, các ngành được chia ra theo tuổi, mỗi ngành có cơ cấu lãnh đạo và thuật ngữ riêng của mình. Có quốc gia còn có thêm ngành Kha sinh cho lứa tuổi từ 15 đến 18.

## Người lớn và lãnh đạo

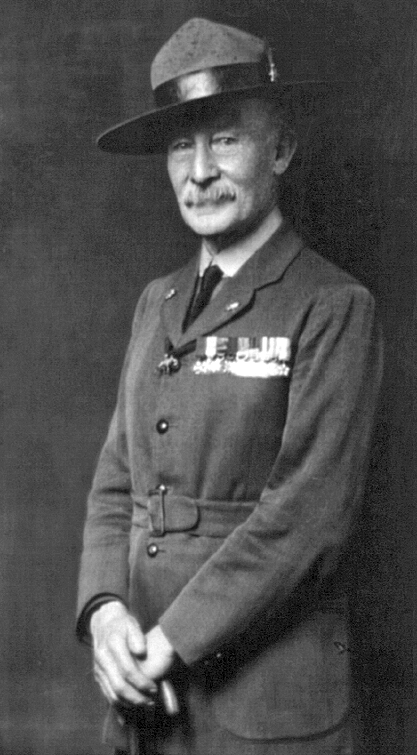
Chân dung Baden-Powell

Người lớn có thích thú về Hướng đạo, bao gồm cựu Hướng đạo sinh, thường gia nhập các tổ chức như Hội Thân hữu Nam và Nữ Hướng đạo Quốc tế (International Scout and Guide Fellowship). Tại Hoa Kỳ và Philippines, sinh viên đại học có thể gia nhập hội sinh viên Alpha Phi Omega. Tại Anh Quốc, sinh viên đại học có thể tham gia Tổ chức Sinh viên Nam và Nữ Hướng đạo (Student Scout and Guide Organisation), và sau khi tốt nghiệp, Hội Sinh viên Nam và Nữ Hướng đạo Tốt nghiệp (Scout and Guide Graduate Association).
Các đơn vị Hướng đạo thường được dẫn dắt bởi các thiện nguyện viên trưởng thành như cha mẹ, cựu Hướng đạo sinh, sinh viên, và lãnh đạo cộng đồng như giáo viên, lãnh đạo tôn giáo. Các vị trí lãnh đạo Hướng đạo thường được chia thành các vị trí "đồng phục" và "phụ việc". Các người lãnh đạo có đồng phục là những người đã thụ huấn đào tạo chính thức, như Bằng Rừng, và nhận chức vụ rõ ràng trong tổ chức. Các thành viên "phụ việc" thông thường giữ các vai trò bán thời gian như giúp đỡ hội họp, cố vấn và thành viên ủy hội, mặc dù cũng có một số nhỏ những người làm việc toàn thời gian chuyên nghiệp "phụ việc".
Một đơn vị có các vị trí đồng phục như huynh trưởng Hướng đạo và huynh trưởng dự bị Hướng đạo; các tên gọi cho các vị trí đó thì đa dạng ở các quốc gia. Tại vài quốc gia, các đơn vị Hướng đạo được phụ trợ bởi các thành viên phụ việc sẽ giúp họ từ việc tổ chức các cuộc họp đến làm thành viên ủy hội cho đơn vị. Trong vài hội Hướng đạo, thành viên ủy hội cũng có thể mặc đồng phục và được ghi danh là huynh trưởng Hướng đạo.
Trên đơn vị là các vị trí đồng phục cao cấp, được gọi là ủy viên, ở các cấp bậc như đạo (district hoặc county), châu (council hoặc province), tùy theo cơ cấu tổ chức của các tổ chức quốc gia. Các ủy viên Hướng đạo làm việc với các đội thành viên phụ việc và các thành viên nghiệp vụ. Các chức năng liên quan và các đội huấn luyện thường là ở cấp bậc này. Tại Anh Quốc và nhiều quốc gia khác, tổ chức Hướng đạo quốc gia sẽ bổ nhiệm một Hướng đạo trưởng (Chief Scout), thành viên đồng phục cao cấp nhất.

## Khắp nơi trên thế giới
Sau khi được thành lập tại Anh Quốc, Hướng đạo lan rộng khắp thế giới. Hội Hướng đạo đầu tiên bên ngoài Anh Quốc được thành lập tại Malta. Tại đa số các quốc gia, hiện nay có ít nhất là một hội Hướng đạo nam hay nữ. Mỗi hội đều độc lập, nhưng họp tác quốc tế tiếp tục được thấy rõ như một phần của phong trào Hướng đạo. Năm 1922 Tổ chức Phong trào Hướng đạo Thế giới bắt đầu làm việc như bộ phận điều hành về chính sách cho các tổ chức Hướng đạo quốc gia (khi đó chỉ dành riêng cho nam). Ngoài việc là bộ phận điều hành chính sách, nó còn tổ chức các Trại Họp bạn Hướng đạo Thế giới (World Scout Jamboree) mỗi bốn năm một lần.
Năm 1928 Hội Nữ Hướng đạo Thế giới khởi sự thành lập và hoạt động giống như là Tổ chức Phong trào Hướng đạo Thế giới và khi đó chỉ dành riêng cho nữ của các tổ chức nữ Hướng đạo quốc gia.
Ngày nay ở cấp bậc quốc tế, hai tổ chức trung ương lớn nhất là: 
- Tổ chức Phong trào Hướng đạo Thế giới (World Organization of the Scout Movement - WOSM), dành riêng cho nam và các tổ chức đồng giáo dục (co-educational).
- Hội Nữ Hướng đạo Thế giới (World Association of Girl Guides and Girl Scouts - WAGGGS), lúc đầu dành riêng cho các tổ chức chỉ có nữ nhưng sau cũng nhận các tổ chức đồng giáo dục.

### Đồng giáo dục

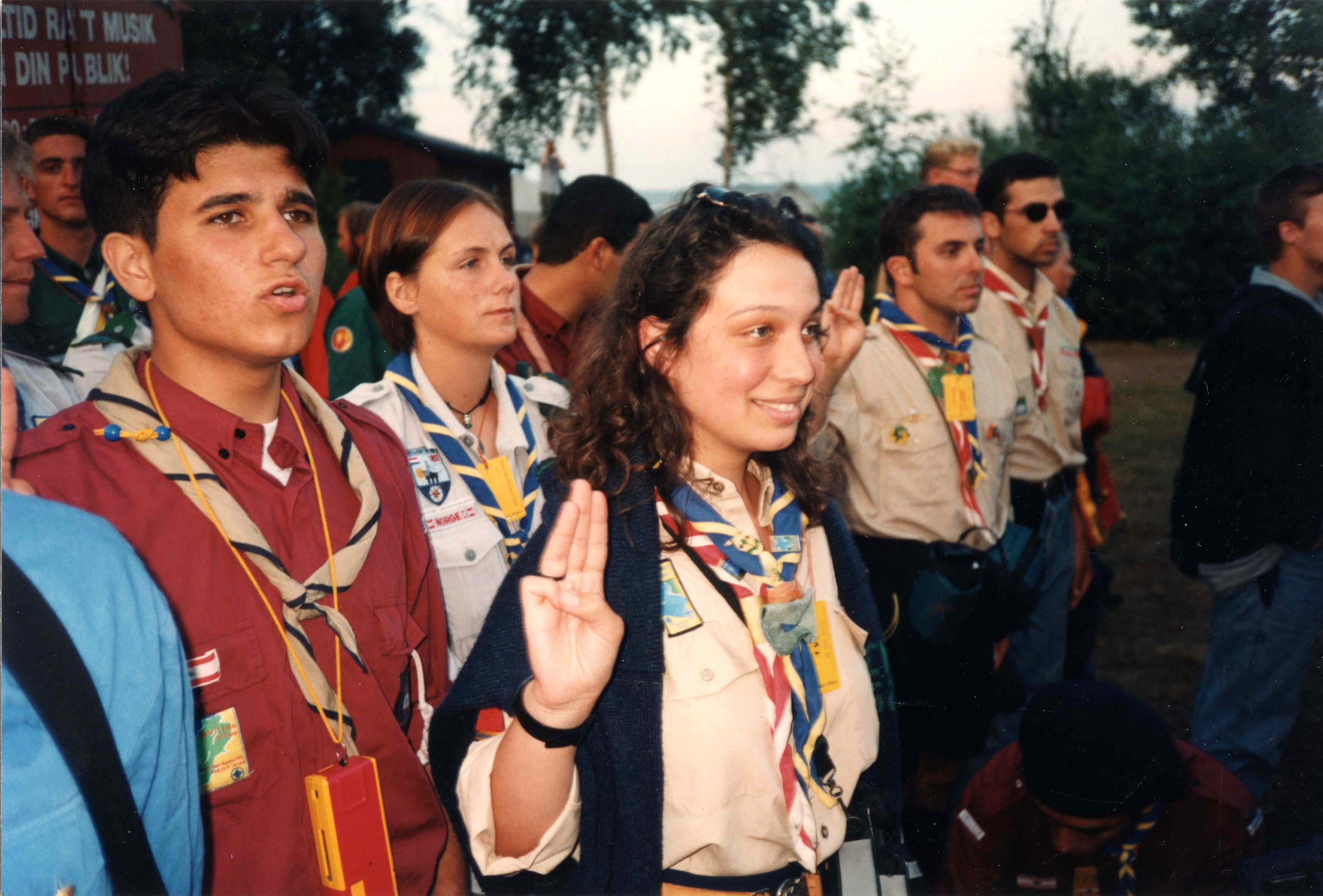
Nam và Nữ Hướng đạo từ các quốc gia khác nhau tại Trại Họp bạn Tráng sinh Hướng đạo Thế giới (World Scout Moot) ở Thụy Điển năm 1996

Trong phạm vi quốc tế có nhiều phương pháp khác nhau đối với Hướng đạo đồng giáo dục (co-educational). Các quốc gia như Mỹ vẫn giữ nguyên các tổ chức Hướng đạo riêng biệt cho nam và nữ. Tại các quốc gia khác, đáng nói là tại châu Âu, Nam và Nữ Hướng đạo đã được nhập lại thành một tổ chức duy nhất dành cho cả nam và nữ và là một thành viên của cả hai tổ chức Tổ chức Phong trào Hướng đạo Thế giới (WOSM) và Hội Nữ Hướng đạo Thế giới (WAGGGS). Tại các nơi khác, thí dụ Úc và Anh Quốc, hội nam Hướng đạo quốc gia chọn thu nhận cả nam và nữ nhưng chỉ là thành viên của Tổ chức Phong trào Hướng đạo Thế giới, trong khi hội nữ Hướng đạo vẫn giữ như là một phong trào riêng biệt và là thành viên của Hội Nữ Hướng đạo Thế giới. Tại Slovenia, Tây Ban Nha và Hy Lạp, thì lại có một cách khác, khi hội nữ quốc gia chọn thu nhận cả nam và nữ, và hội nam quốc gia vẫn giữ như là một phong trào riêng biệt.

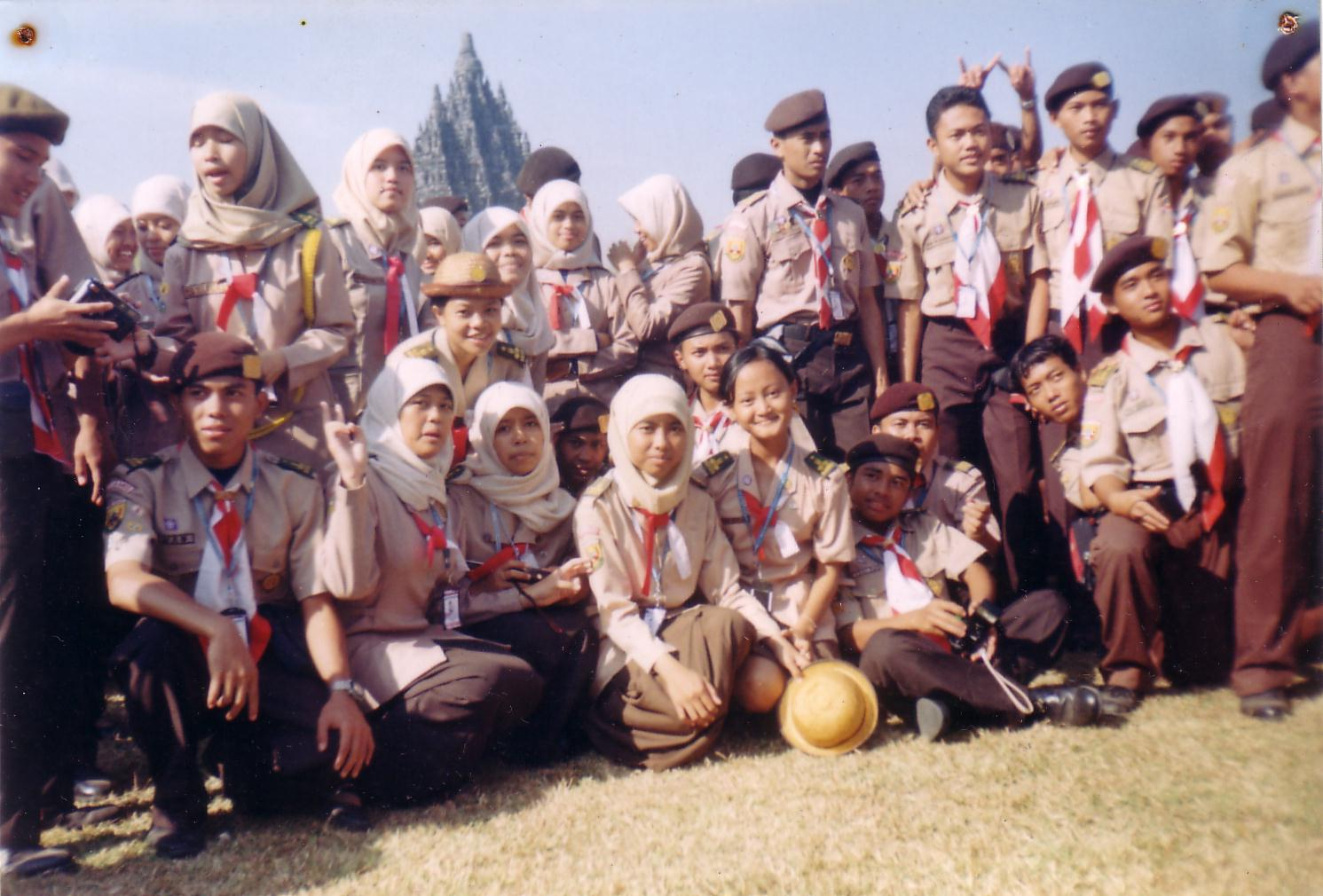
Hướng đạo sinh tại Indonesia chấp nhận cả những người theo Hồi giáo

Hội Hướng đạo tại Vương quốc Anh đã trở thành hội Hướng đạo đồng giáo dục ở mọi cấp bậc từ năm 1991, nhưng các nhóm có quyền tự chọn, và hiện nay 52% các nhóm có ít nhất một thành viên thanh thiếu niên nữ. Từ năm 2000 các ngành mới được mở theo yêu cầu để nhận nữ. Hội Hướng đạo quyết định rằng tất cả các nhóm Hướng đạo và các ngành sẽ trở thành đồng-giáo dục vào năm 2007 là năm Hướng đạo được một trăm tuổi.
Tại Hoa Kỳ, các chương trình Ấu sinh và Thiếu sinh của Hội Nam Hướng đạo Mỹ là dành riêng cho nam; tuy nhiên các thanh thiếu niên từ 14 tuổi trở lên trong ngành Kha sinh là đồng giáo dục. Hội Nữ Hướng đạo Mỹ là một tổ chức độc lập dành riêng cho các bé gái và thanh nữ. Các vị trí lãnh đạo trong cả Hội Nam Hướng đạo Mỹ và Hội Nữ Hướng đạo Mỹ mở rộng cho cả đàn ông và phụ nữ.
Trong số 155 tổ chức Hướng đạo quốc gia thành viên của Tổ chức Phong trào Hướng đạo Thế giới (đại diện cho 155 quốc gia) thì 122 tổ chức là thành viên riêng của Tổ chức Phong trào Hướng đạo Thế giới, 34 tổ chức là thành viên của cả Tổ chức Phong trào Hướng đạo Thế giới và Hội Nữ Hướng đạo Thế giới. Trong 122 tổ chức thành viên của riêng Tổ chức Phong trào Hướng đạo Thế giới có 95 tổ chức mở rộng cho nam và nữ trong vài hoặc tất cả các ngành, 20 tổ chức là dành riêng cho nam. Tất cả 34 tổ chức thuộc Tổ chức Phong trào Hướng đạo Thế giới và Hội Nữ Hướng đạo Thế giới mở rộng cho cả nam và nữ.
Hội Nữ Hướng đạo Thế giới có 144 tổ chức thành viên trong đó có 110 tổ chức là thành viên riêng của Hội Nữ Hướng đạo Thế giới. Trong số 110, 17 là đồng giáo dục và 93 chỉ nhận riêng nữ.

### Thành viên

Bìa sách Hướng đạo quanh khắp thế giới, ấn bản 1977

Vào thời điểm năm 2005, có trên 28 triệu thành viên Nam Hướng đạo có đăng ký và 10 triệu thành viên Nữ Hướng đạo có đăng ký khắp thế giới, từ 216 quốc gia và vùng lãnh thổ khác nhau.
Các quốc gia có Nam Hướng đạo và Nữ Hướng đạo trong danh sách "top 20", được sắp xếp từ cao xuống thấp theo số lượng thành viên. Các bảng ghi đầy đủ có trên Danh sách thành viên của Tổ chức Phong trào Hướng đạo Thế giới và Danh sách thành viên của Hội Nữ Hướng đạo Thế giới.
| Quốc gia    | Số thành viên | Nam Hướng đạo được giới thiệu | Nữ Hướng đạo được giới thiệu |
| ----------- | ------------- | ----------------------------- | ---------------------------- |
| Hoa Kỳ      | 10.100.000    | 1910                          | 1912                         |
| Indonesia   | 8.900.000     | 1912                          | 1912                         |
| Ấn Độ       | 3.700.000     | 1909                          | 1911                         |
| Philippines | 2.600.000     | 1910                          | 1918                         |
| Thái Lan    | 1.300.000     | 1911                          | 1957                         |
| Anh Quốc    | 1.050.000     | 1907                          | 1909                         |
| Bangladesh  | 950.000       | 1920                          | 1928                         |
| Pakistan    | 600.000       | 1909                          | 1911                         |
| Canada      | 360.000       | 1908                          | 1910                         |
| Hàn Quốc    | 330.000       | 1922                          | 1946                         |
| Nhật Bản    | 280.000       | 1913                          | 1919                         |
| Kenya       | 270.000       | 1910                          | 1920                         |
| Đức[I]      | 260.000       | 1910                          | 1912                         |
| Ý[II]       | 220.000       | 1912                          | 1912                         |
| Ba Lan[III] | 190.000       | 1910                          | 1910                         |
| Pháp[IV]    | 180.000       | 1910                          | 1911                         |
| Ai Cập      | 170.000       | 1914                          | 1918                         |
| Malaysia    | 160.000       | 1911                          | 1916                         |
| Bỉ[V]       | 160.000       | 1911                          | 1915                         |
| Nigeria     | 150.000       | 1915                          | 1919                         |

### Các tổ chức không liên hiệp và các tổ chức giống Hướng đạo
15 năm đã trôi qua giữa thời gian xuất bản lần đầu tiên sách Hướng đạo cho nam và thành lập tổ chức Hướng đạo siêu quốc gia lớn nhất (WOSM), và hàng triệu ấn bản được bán trong hàng chục thứ tiếng. Cho đến lúc đó, Hướng đạo đã là tầm nhìn của thanh thiếu niên thế giới nhưng khó mà giữ vững được như một khối kết đoàn.
Các nhóm lập dị đã được thành lập từ lúc phương pháp hàng đội (Boy Patrols) nguyên thủy được hình thành. Đây có thể là một kết quả của các nhóm và các cá nhân từ chối ý tưởng Hướng đạo nguyên thủy nhưng vẫn muốn tham gia vào các hoạt động như Hướng đạo. Các nhóm khác thì cho rằng WOSM hiện nay quá thiên về chính trị và ít dựa vào giới trẻ hơn những gì mà Baden-Powell đã hình dung trước kia. Họ tin rằng Hướng đạo nói chung đã đi xa ngoài ý định ban đầu, vì những âm mưu chính trị xảy ra trong các tổ chức có từ lâu đời, và tìm cách trở về các phương thức đơn giản nhất và cũ nhất.
Có ít nhất là 520 hội Hướng đạo vùng hoặc hội Hướng đạo quốc gia riêng biệt trên thế giới. Đa số cảm nhận nhu cầu tạo ra các tổ chức Hướng đạo quốc tế để định tiêu chuẩn cho Hướng đạo và điều hợp các hoạt động giữa các hội thành viên. Sáu tổ chức Hướng đạo thế giới phục vụ 437 hội quốc gia của thế giới, và hai tổ chức lớn nhất, WOSM và WAGGGS, có 362 hội quốc gia là thành viên, bao trùm khối đa số các Hướng đạo sinh trên toàn thế giới.

### Vấn đề gây tranh cãi và xung đột
Từ khi Hướng đạo được khởi sự vào những năm đầu của thập niên 1900, phong trào đôi khi bị vướng mắc vào các vấn đề gây tranh cãi xã hội như phong trào đòi dân quyền tại miền Nam Hoa Kỳ và các phong trào kháng chiến quốc gia tại Ấn Độ. Hướng đạo được các sĩ quan Anh giới thiệu đến Phi châu như một cách để củng cố sự thống trị của họ, nhưng quyền pháp lý của Đế quốc Anh bị thách thức khi các Hướng đạo sinh Phi châu sử dụng nguyên tắc của Luật Hướng đạo rằng mọi Hướng đạo sinh là anh em của tất cả các Hướng đạo sinh khác để cùng nhau đòi đầy đủ quyền công dân Đế quốc Anh. Hơn nữa hiện nay, các tổ chức Hướng đạo nào không cho phép sự gia nhập của những người theo chủ nghĩa vô thần, chủ nghĩa bất khả tri, hoặc đồng tính luyến ái đều bị chỉ trích công khai.

## Trong phim và nghệ thuật

Hướng đạo sinh trẻ Indiana Jones trong phim Indiana Jones và cuộc Thập tự chinh cuối cùng

Khi Hướng đạo đã là một khía cạnh của văn hóa xuyên suốt hết thế kỷ XX tại nhiều quốc gia, nhiều bộ phim và công trình nghệ thuật đã dùng đề tài Hướng đạo. Đặc biệt là nó thường thấy ở Hoa Kỳ nơi mà Hướng đạo gắn bó gần gũi với ý tưởng gọi là "Americana". Các tác phẩm của các họa sĩ như Norman Rockwell, Pierre Joubert và Joseph Csatari và bộ phim năm 1966 có tựa đề Follow Me, Boys! là những ví dụ điển hình về đặc tính Americana này. Hướng đạo thường được trình bày trong một kiểu cách khôi hài, như trong phim năm 1989 Troop Beverly Hills và phim năm 2005 Down and Derby, và thường được tiểu thuyết hóa để khán giả biết đề tài là Hướng đạo mà không cần phải nhắc đến tên Hướng đạo. Năm 1980, ca sĩ kiêm nhạc sĩ Scotland là Gerry Rafferty thu âm bài I was a Boy Scout (tôi đã là một Hướng đạo sinh) như một phần trong băng đĩa nhạc của mình là Snakes and Ladders (Rắn và Thang leo).